# Hàng không năm 1917
Đây là danh sách các sự kiện hàng không nổi bật xảy ra trong năm 1917:

## Các sự kiện

### Tháng 1
- 27 tháng 1 - Người Pháp không kích vào Freiburg

### Tháng 2
- Phi đội số 100 RFC, phi đội máy bay chiến đấu ban đêm đầu tiên của Anh được thành lập.

### Tháng 4
- Được biết đến như Tháng 4 Đẫm máu. Quân đoàn bay Hoàng gia trong khi đang hỗ trợ cho Cuộc tấn công Arras, đã mất 245 máy bay - 140 chiếc trong 2 tuần đầu tiên - trong số 365 chiếc ban đầu. Phi hành đoàn các máy bay bị chết mất tích là 211 người và bị cầm tù là 108 người.
- 6 tháng 4 - Hoa Kỳ tuyên chiến với Đức.

### Tháng 5
- 7 tháng 5 - Phi công "át" của Anh, thiếu tá Edward Mannock bắn hạ máy bay đầu tiên.
- 7 tháng 5 - Đại úy, phi công "át" của Anh, Albert Ball (44 lần bắn hạ máy bay) chết trong một cuộc đụng độ trên không với phi công Đức Lothar von Richthofen, người va chạm với Ball nhưng vẫn sống sót.
- 9 tháng 5 - Phi công "át" của Pháp, René Fonck bắn hạ 6 máy bay Đức trong 1 ngày.
- 19 tháng 5 - Huy hiệu quốc gia của Không quân Mỹ "ngôi sao trong vòng tròn" được chấp nhận
- 20 tháng 5 - Tàu ngầm Đức U-36 bị đánh đắm bởi một chiếc thủy phi cơ của RNAS.
- 25 tháng 5 - Một cuộc không kích số lượng lớn với 21 chiếc máy bay ném bom Gotha G.V đã không kích vào Kent.

### Tháng 6
- 13 tháng 6 - 14 chiếc máy bay ném bom Gotha thực hiện phá hoại bằng đường không lớn vào London trong chiến tranh. Cuộc tấn công diễn ra vào ban ngày, 162 người chết và 432 người bị thương.

### Tháng 8
- 2 tháng 8 - Một chiếc Sopwith Pup, điều khiển bởi Edwin Dunning trở thành máy bay đầu tiên hạ cánh trên boong một con tàu đang di chuyển, tàu HMS Furious.
- 7 tháng 8 - Dunning chết trong lần hạ cánh thứ 3, khi chiếc Pup đâm vào mạn tàu.

### Tháng 9
- 3 tháng 9 - Phi đội trinh sát số 1 hoạt động ở Pháp.
- 11 tháng 9 - Phi công "át" của Pháp, đại úy Georges Guynemer trở thành quân nhân mất tích. Kurt Wisserman và chiếc Jasta 3 được cho là bắn hạ Guynemer nhưng thi thể của Guynemer không bao giờ được tìm thấy.
- 26 tháng 9 - Lần thứ 2 trong cuộc chiến, phi công "át" của Pháp René Fonck bắn hạ 6 máy bay Đức trong 1 ngày.

### Tháng 11
- 20 tháng 11 - Trận chiến Cambrai bắt đầu
- 21 tháng 11-24 - Khí cầu Zeppelin L 59 (LZ104) thực hiện một cuộc hành trình dài 6.757 km xuyên qua Châu Phi trong 96 giờ (vận tốc trung bình là 71 km/h).

## Chuyến bay đầu tiên

### Tháng 1
- Sopwith Camel được điều khiển bởi Harry Hawker

### Tháng 2
- Junkers J.4

### Tháng 4
- 4 tháng 4 - SPAD S.XIII

### Tháng 9
- 14 tháng 9 - Fairey III

### Tháng 10
- 15 tháng 10 - Alcock Scout

### Tháng 11
- 30 tháng 11 - Vickers Vimy

## Bắt đầu hoạt động

### Tháng 2
- Máy bay 3 tầng cánh Sopwith trong Phi đội số 1 (hải quân), Cục không quân Hải quân Hoàng Gia

### Tháng 3
- Royal Aircraft Factory S.E.5 trong Phi đội số 56 RFC

### Tháng 4
- Bristol F.2A trong Phi đội số 48 RFC

### Tháng 6
- Sopwith Camel